# Thecla taminella
Thecla taminella är en fjärilsart som beskrevs av William Schaus 1902. Thecla taminella ingår i släktet Thecla och familjen juvelvingar. Inga underarter finns listade i Catalogue of Life.